# Salim Tuma
Salim Tuma (arab. سليم طعمه; hebr. סלים טועמה; ur. 9 sierpnia 1979 w Lod) – izraelski piłkarz występujący na pozycji pomocnika. Zawodnik Maccabi Sza’arajjim. W reprezentacji Izraela zadebiutował w 2005 roku. Do 5 września 2013 roku rozegrał w niej trzynaście spotkań, w których zdobył jedną bramkę.